# Коли правосуддя хибить
Коли правосуддя хибить (англ. When Justice Fails) — американо-канадський трилер 1999 року.

## Сюжет
Манхеттен здригнувся від серії жахливих убивств. Жертв знаходять кастрованими, а поряд з ними знаряддя злочину — довгі ножиці. У ході розслідування, дорученого детективу Тому Чейні, підозра падає на адвоката Кеті Вессон. Виявляється, що жертви — це виправдані судом злочинці.

## У ролях
- Джефф Фейгі — Том Чейні
- Карл Маротте — Род Ламбо
- Марлі Метлін — Кеті Вессон
- Чарльз Едвін Пауелл — Джош
- Шон Міллікен — Колб
- Чак Шамата — капітан Таннер
- Джек Лангедійк — Дейв Дальгрен
- Алан Фосетт — Мартін Сінгер
- Сабріна Будо — Арлін Семлер
- Поліна Б. Абарка — доктор Дженіс Блекін
- Монік Меркюр — Поліна Вессон
- Бабс Гадбуа — доктор Гаррієт Остер
- Вікторія Баркофф — Гомес
- Катрін Колві — Клаусон
- Артур Голден — помічник коронера
- Шина Ларкін — суддя Тарслен
- Грегорі Калпакіс — Вільям Бокслер
- Беррі Блейк — детектив Ленді
- Рік Міллер — ДеСільва
- Чармейн Карвалью — ведуча